# Wahlkreis Charlottenburg-Wilmersdorf 3
Der Wahlkreis Charlottenburg-Wilmersdorf 3 ist ein Abgeordnetenhauswahlkreis in Berlin. Er gehört zum Wahlkreisverband Charlottenburg-Wilmersdorf und umfasst vom Ortsteil Charlottenburg die Gebiete beiderseits der Schloßstraße sowie rund um den Lietzensee, den Stuttgarter Platz und den Adenauerplatz.

## Abgeordnetenhauswahl 2023
Bei der Wahl zum Abgeordnetenhaus von Berlin 2023 traten folgende Kandidaten an:
| Name                              | Partei           | Anteil der Erststimmen | Anteil der Zweitstimmen |
| --------------------------------- | ---------------- | ---------------------- | ----------------------- |
| Petra Vandrey                     | Grüne            | 29,2 %                 | 27,3 %                  |
| Christian Wohlrabe                | CDU              | 26,1 %                 | 24,1 %                  |
| Ülker Radziwill                   | SPD              | 21,6 %                 | 20,7 %                  |
| Niklas Schenker                   | Die Linke        | 09,4 %                 | 10,1 %                  |
| Henner Schmidt                    | FDP              | 04,9 %                 | 06,3 %                  |
| Tobias Gall                       | AfD              | 04,0 %                 | 04,2 %                  |
| Lenni Kreczynski                  | Tierschutzpartei | 02,1 %                 | 01,7 %                  |
| Michael Wassmann                  | Die PARTEI       | 01,8 %                 | 01,3 %                  |
| Birgit Klinner                    | dieBasis         | 00,7 %                 | 00,6 %                  |
| Ingolf Weimer                     | Einzelkandidat   | 00,2 %                 | 0–                      |
| Torsten Fuchs                     | LKR              | 00,1 %                 | 00,0 %                  |
| –                                 | Volt             | –                      | 01,2 %                  |
| –                                 | Sonstige         | –                      | 02,5 %                  |
| Wahlberechtigte: 30.500 Einwohner |                  |                        |                         |
| Wahlbeteiligung: 68,8 %           |                  |                        |                         |

## Abgeordnetenhauswahl 2021
Bei der im Nachhinein für ungültig erklärten Wahl zum Abgeordnetenhaus von Berlin 2021 traten folgende Kandidaten an:
| Name                              | Partei           | Anteil der Erststimmen | Anteil der Zweitstimmen |
| --------------------------------- | ---------------- | ---------------------- | ----------------------- |
| Petra Vandrey                     | Grüne            | 31,0 %                 | 28,5 %                  |
| Ülker Radziwill                   | SPD              | 23,6 %                 | 21,7 %                  |
| Christian Wohlrabe                | CDU              | 18,0 %                 | 15,5 %                  |
| Niklas Schenker                   | Die Linke        | 09,7 %                 | 11,4 %                  |
| Henner Schmidt                    | FDP              | 07,7 %                 | 08,6 %                  |
| Tobias Gall                       | AfD              | 03,7 %                 | 03,8 %                  |
| Michael Wassmann                  | Die PARTEI       | 02,2 %                 | 01,7 %                  |
| Lenni Kreczynski                  | Tierschutzpartei | 02,0 %                 | 01,4 %                  |
| Birgit Klinner                    | dieBasis         | 01,9 %                 | 01,6 %                  |
| Ingolf Weimer                     | Einzelkandidat   | 00,2 %                 | 0–                      |
| Christian Schmidt                 | LKR              | 00,1 %                 | 00,0 %                  |
| –                                 | Volt             | –                      | 01,7 %                  |
| –                                 | Sonstige         | –                      | 04,1 %                  |
| Wahlberechtigte: 30.673 Einwohner |                  |                        |                         |
| Wahlbeteiligung: 80,6 %           |                  |                        |                         |

## Abgeordnetenhauswahl 2016
Bei der Wahl zum Abgeordnetenhaus von Berlin 2016 traten folgende Kandidaten an:
| Name                              | Partei           | Anteil der Erststimmen | Anteil der Zweitstimmen |
| --------------------------------- | ---------------- | ---------------------- | ----------------------- |
| Ülker Radziwill                   | SPD              | 29,0 %                 | 23,6 %                  |
| Nicole Ludwig                     | Grüne            | 22,7 %                 | 23,1 %                  |
| Carola Zarth                      | CDU              | 18,8 %                 | 16,1 %                  |
| Volker Fischer                    | Die Linke        | 09,6 %                 | 12,1 %                  |
| Henner Schmidt                    | FDP              | 07,9 %                 | 10,5 %                  |
| Carsten Ubbelohde                 | AfD              | 07,8 %                 | 08,2 %                  |
| Anna Bauer                        | Die PARTEI       | 01,8 %                 | 01,5 %                  |
| Franz Schmidt                     | Piraten          | 01,6 %                 | 01,6 %                  |
| Celal Akgün                       | Menschliche Welt | 00,8 %                 | 00,3 %                  |
| –                                 | Tierschutzpartei | 0–                     | 01,3 %                  |
| –                                 | Sonstige         | 0–                     | 01,7 %                  |
| Wahlberechtigte: 30.993 Einwohner |                  |                        |                         |
| Wahlbeteiligung: 71,5 %           |                  |                        |                         |

## Abgeordnetenhauswahl 2011
Bei der Wahl zum Abgeordnetenhaus von Berlin 2011 traten folgende Kandidaten an:
| Name                              | Partei                  | Anteil der Erststimmen | Anteil der Zweitstimmen |
| --------------------------------- | ----------------------- | ---------------------- | ----------------------- |
| Ülker Radziwill                   | SPD                     | 33,3 %                 | 31,5 %                  |
| Nicole Ludwig                     | Grüne                   | 30,9 %                 | 27,6 %                  |
| Vanessa Verstegen                 | CDU                     | 23,8 %                 | 21,3 %                  |
| Stefan Knobloch                   | Die Linke               | 04,8 %                 | 04,4 %                  |
| Susanne Manstein                  | FDP                     | 02,5 %                 | 02,6 %                  |
| Anna Bauer                        | Die PARTEI              | 01,8 %                 | 00,8 %                  |
| Reinhard Haese                    | Pro Deutschland         | 01,1 %                 | 00,7 %                  |
| Eckehard Jäger                    | Die Freiheit            | 01,1 %                 | 00,8 %                  |
| Martin Rola                       | Bürgerbestimmtes Berlin | 00,7 %                 | 0–                      |
| –                                 | Piraten                 | –                      | 07,8 %                  |
| –                                 | Tierschutzpartei        | –                      | 01,1 %                  |
| –                                 | Sonstige                | –                      | 01,4 %                  |
| Wahlberechtigte: 30.451 Einwohner |                         |                        |                         |
| Wahlbeteiligung: 66,5 %           |                         |                        |                         |

## Abgeordnetenhauswahl 2006
Bei der Wahl zum Abgeordnetenhaus von Berlin 2006 traten folgende Kandidaten an:
| Name                              | Partei    | Anteil der Erststimmen |
| --------------------------------- | --------- | ---------------------- |
| Ülker Radziwill                   | SPD       | 37,1 %                 |
| Franziska Eichstädt-Bohlig        | Grüne     | 25,2 %                 |
| Karsten Sell                      | CDU       | 23,2 %                 |
| Ira Bernhof                       | FDP       | 07,4 %                 |
| Benjamin Apeloig                  | Die Linke | 04,3 %                 |
| André Nogossek                    | Bildung   | 01,9 %                 |
| Stephan Ossenkopp                 | BüSo      | 01,0 %                 |
| Wahlberechtigte: 30.291 Einwohner |           |                        |
| Wahlbeteiligung: 64,2 %           |           |                        |

## Abgeordnetenhauswahl 2001
Bei der Wahl zum Abgeordnetenhaus von Berlin 2001 traten folgende Kandidaten an:
| Name                              | Partei           | Anteil der Erststimmen |
| --------------------------------- | ---------------- | ---------------------- |
| Ülker Radziwill                   | SPD              | 38,3 %                 |
| Lothar Weise                      | CDU              | 24,0 %                 |
| Elfi Jantzen                      | Grüne            | 13,9 %                 |
| Bernhard Skrodzki                 | FDP              | 09,1 %                 |
| Nadia Rouhani                     | Einzelbewerberin | 08,8 %                 |
| Benjamin Apeloig                  | PDS              | 04,5 %                 |
| Marius Minke                      | Statt Partei     | 01,4 %                 |
| Wahlberechtigte: 32.305 Einwohner |                  |                        |
| Wahlbeteiligung: 72,1 %           |                  |                        |

## Abgeordnetenhauswahl 1999
Bei der Wahl zum Abgeordnetenhaus von Berlin 1999 traten folgende Kandidaten an:
| Name                              | Partei           | Anteil der Erststimmen |
| --------------------------------- | ---------------- | ---------------------- |
| Lothar Weise                      | CDU              | 39,5 %                 |
| Gisela Seels                      | SPD              | 29,2 %                 |
| Elfi Jantzen                      | Grüne            | 16,2 %                 |
| Nadia Rouhani                     | Einzelbewerberin | 08,7 %                 |
| Anne-Katrin Rüter de Escobar      | PDS              | 04,1 %                 |
| Manuel Feise                      | FDP              | 02,4 %                 |
| Wahlberechtigte: 32.765 Einwohner |                  |                        |
| Wahlbeteiligung: 68,1 %           |                  |                        |

## Abgeordnetenhauswahl 1995
Bei der Wahl zum Abgeordnetenhaus von Berlin 1995 erhielt Ingrid Stahmer (SPD) die meisten Erststimmen.

## Bisherige Abgeordnete
Direkt gewählte Abgeordnete des Wahlkreises Charlottenburg-Wilmersdorf 3 (früher Charlottenburg 4):
| Jahr | Name            | Partei | Anteil der Erststimmen |
| ---- | --------------- | ------ | ---------------------- |
| 2023 | Petra Vandrey   | Grüne  | 29,2 %                 |
| 2021 | Petra Vandrey   | Grüne  | 30,9 %                 |
| 2016 | Ülker Radziwill | SPD    | 29,9 %                 |
| 2011 | Ülker Radziwill | SPD    | 33,3 %                 |
| 2006 | Ülker Radziwill | SPD    | 37,1 %                 |
| 2001 | Ülker Radziwill | SPD    | 38,3 %                 |
| 1999 | Lothar Weise    | CDU    | 39,5 %                 |
| 1995 | Ingrid Stahmer  | SPD    | 38,5 %                 |